# Limes Tripolitanus
Il limes Tripolitanus fu l'ultimo tratto di limes africanus ad essere organizzato nella regione omonima. Il primo imperatore che attuò questo processo fu Commodo. Fu però Settimio Severo, imperatore nativo di Leptis Magna, a portare l'Impero romano alla sua massima espansione in Africa settentrionale ed a rivolgere particolare attenzione al limes di questo settore. Si trattava di un sistema di difese a protezione soprattutto delle tre più importanti città (commerciali) della costa (da cui il nome di Tripolitania): Sabratha, Oea e Leptis Magna. Rimase attivo fino alla conquista vandala, che occupò però solo la fascia di costa settentrionale (nel 455), e potrebbe essere stato "riattivato" in parte dopo la re-conquista bizantina di Giustiniano del 533.

## Storia
Questo limes fu creato per la protezione del retroterra delle città costiere di Oea, Sabratha e Leptis Magna, e la sorveglianza delle rotte carovaniere del Fezzan e del paese dei Garamanti fino ai territori sub-sahariani. L'inizio della sua costruzione iniziò dopo Augusto. Attorno al 50 un certo Settimio Flacco, fece una prima spedizione che raggiunse l'attuale Fezzan. I Romani però preferirono non annettere i territori dei Garamanti, preferendo sedurli con il commercio di beni e minacciarli con la forza delle armi. Sembra però che i Garamanti compirono una nuova incursione verso la costa nel 69, quando si unirono alla città di Oea (l'attuale Tripoli) contro la vicina Leptis Magna.
Da questo momento, avendo i Romani sperimentato quanto fosse difficile combattere nell'aridità del deserto, preferirono trovare con i popoli nomadi dell'area una soluzione pacifica, in cui i Garamanti divennero una popolazione "cliente". Da qui la creazione del primo tratto di limes Tripolitanus. Il primo forte fu costruito presso Thiges nel 75. Il limes fu ampliato soprattutto sotto gli imperatori Adriano e Settimio Severo (attraverso il suo legatus Quinto Anicio Fausto negli anni 197-201). All'organizzazione del limes è legato lo sviluppo della città romana di Ghirza dopo il 200, quando l'imperatore Settimio Severo (di Leptis Magna) riorganizzò l'intero sistema del vicino limes Tripolitanus, avendo lo stesso inviato numerosi veterani nella zona a coltivare le terre, prima aride. Furono, quindi, costruite dighe e cisterne nello wadi attorno a questa località, ancora oggi visibili, come pure sei fattorie fortificate (centenaria), due delle quali particolarmente grandi.
Con Diocleziano il limes fu parzialmente abbandonato e la difesa del territorio fu affidato ai cosiddetti soldati-agricoltori. Il limes sopravvisse comunque, come efficace protezione, fino al periodo bizantino, ancora una volta ristrutturato dall'imperatore Giustiniano I nel 533.

## Struttura

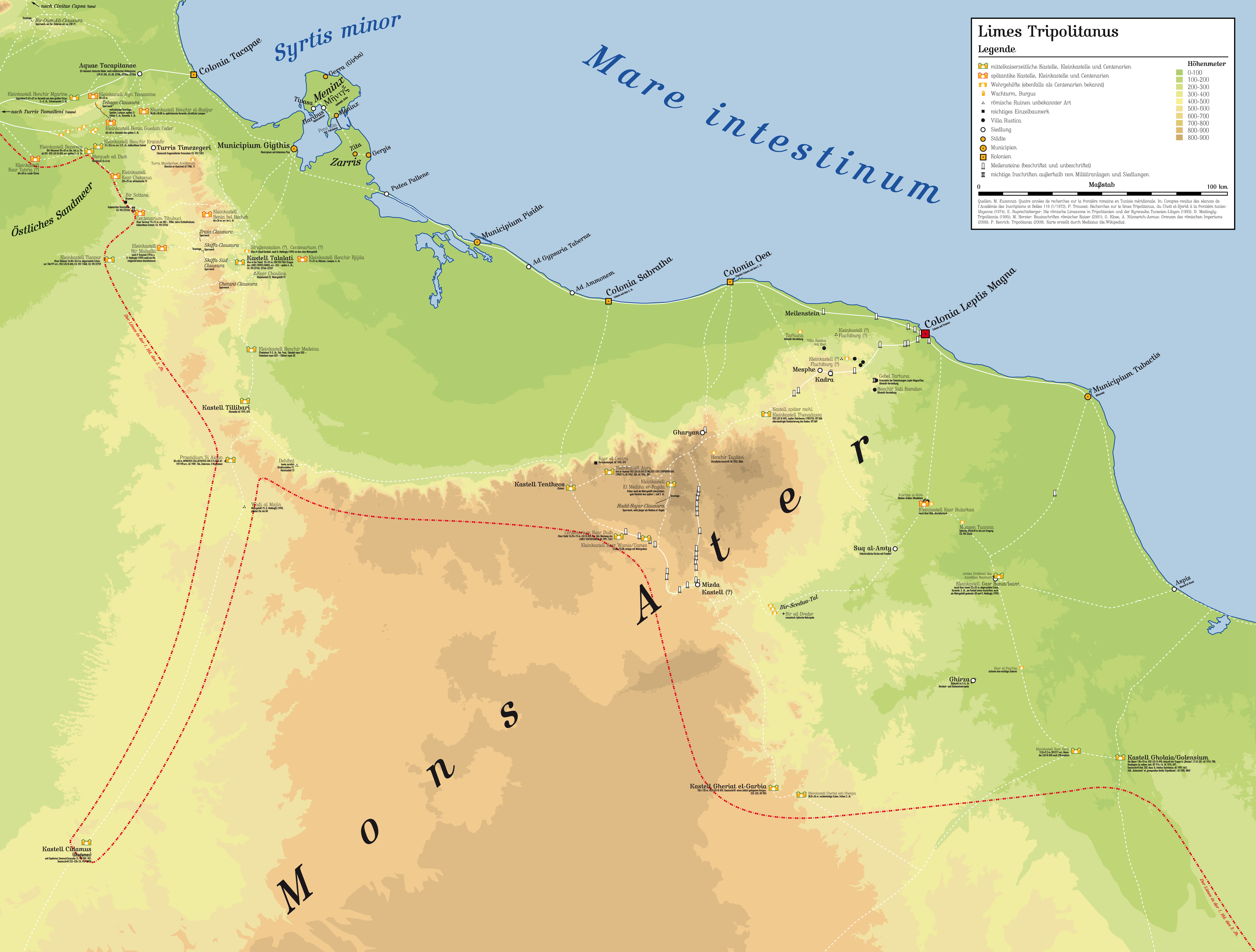
Mappa del tratto di limes Tripolitanus

Il limes era composto principalmente da:
- una strada che partiva da Tacapa e raggiungeva verso est, sulla costa, Leptis Magna. Si trattava di un sistema principale di almeno 18 forti, fortini e torri di avvistamento;
- una seconda strada periferica che si innestava sulla prima attorno a Tentheos nei pressi delle sorgenti dei fiumi Sofeggin e Zemzen, nell'altopiano di Garian.[5] Forti e fortini molto avanzati sono stati trovati anche a Cydamus (odierna Gadames, nel sud della Tunisia), a Gheriat el Gharbia, a Gheriat Schergia ed a Bu Njem (nell'odierna Libia), stabilmente occupati da reparti della legio III Augusta.[6] Questo tratto fu sviluppato verso sud-est dal forte ausiliario di Bezereos (o Vezereos) già iniziato sotto Commodo, e che fu probabilmente completato poco dopo il 201 (data di installazione del campo di Bu Njem) dal generale di Settimio Severo, Quinto Anicio Fausto.[7]

Dopo lo scioglimento della III legione nel 238, la difesa della Tripolitania fu affidata ad unità ausiliarie, vexillationes e numeri. Sotto Filippo l'Arabo furono creati nuovi fortini (centenarii) come a Gasr Duib. Le iscrizioni latine mostrano che l'organizzazione militare subì alcune modifiche, pur restando le forze del limes Tripolitanus alle dipendenze del governatore della Numidia. Sembra infatti che per il nuovo comando militare fu creato un Praepositus limitis Tripolitanae e che il limes in questione fu a sua volta diviso in sub-settori: ad esempio la regione di Gasr Duib fu chiamata limes Tentheitanus ed affidata ad un tribunus militum.
Il sistema militare romano della Tripolitania fu notevolmente ridotto e riorganizzato tra il 259 ed il 263, quando Bu Njem fu evacuato ordinatamente. Questa ridistribuzione avvenne senza alcuna traccia di un cambiamento significativo nella situazione locale. Generalmente si pensa che il dispositivo fu ridotto al fine di ridistribuire le truppe nelle zone più a rischio. E la ricostituzione della legio III Augusta non impedì però nuovi e gravi disordini dopo il 253.
Difficile credere che le forze militari di soldati agricoltori, installate in Africa come limitanei lungo il limes Tripolitanus, possa essere accaduto al tempo di Alessandro Severo. Questo fatto, come sottolineato da André Chastagnol, appare come uno degli anacronismi che costellano la Historia Augusta. Il termine, infatti, di limitanei come "soldati-contadini" appare solo in epoca più tarda.

## Struttura: forti, fortini, torri e valli

Il limes africano con le postazioni militari principali (in rosso) delle province occidentali dell'Africa proconsolare e delle Mauritanie.

A tal proposito qui sotto troverete una tabella/legenda che riporta un elenco di postazioni militari del limes Tripolitanus in epoca imperiale:
- legio=legione romana
- coh.=coorte
- mil=milliaria (composta da 1.000 uomini)
- eq.=coorte equitata
- ala=unità di cavalleria
- vexill=vexillationes
- c.R.=civium Romanorum

| Forte/burgus lungo il limes | località antica      | località moderna            | dal                                        | al                                           | Misure              | Unità ausiliarie presenti in differenti periodi | Mappe o foto |
| --------------------------- | -------------------- | --------------------------- | ------------------------------------------ | -------------------------------------------- | ------------------- | ----------------------------------------------- | ------------ |
| Forte ausiliario            | Thiges               | Griss                       | Nerva                                      | inizi V secolo?                              |                     |                                                 |              |
| Postazione militare         | Civitas Nybgeniorum  | Ksar el Asker               | Traiano                                    | inizi V secolo?                              |                     |                                                 |              |
| Postazione militare         |                      | Ksar el Ahmeur              | Traiano?                                   | inizi V secolo?                              |                     |                                                 |              |
| Torre                       | Turris Tamalleni     | Telmin                      | Adriano?                                   | inizi V secolo?                              |                     |                                                 |              |
| Forte                       | Aquae Tacapitanae    | Hamma                       | Augusto                                    | inizi V secolo?                              |                     | vexill. legio III Augusta                       |              |
| Fortino                     | Henchir Temassine    |                             |                                            |                                              | 30 × 25 m = 0,08 ha |                                                 |              |
| Fortino                     | Henchir el-Hadjar    |                             |                                            |                                              | 0,15 ha             |                                                 |              |
| Clausura                    | Clausura Tebaga      | Djebel Tebaga               |                                            |                                              | 17 km               |                                                 |              |
| Fortino                     | Benia Guedah Ceder   | Benia Guedah Ceder          |                                            |                                              | 0,24 ha             |                                                 |              |
| Fortino                     | Henchir Krannfir     | Henchir Krannfir            |                                            |                                              | 0,08 ha             |                                                 |              |
| Fortino                     | Bezereos (o Vezeros) | Sidi Mohammed Ben Aissa     | Commodo/ Settimio Severo                   | inizi V secolo?                              | 0,32 ha             | vexill. legio III Augusta                       |              |
| Fortino                     | Ksar Tabria          | Ksar Tabria                 |                                            |                                              | 0,36 ha             |                                                 |              |
| Fortino (fortino)           | Ksar Chetaoua        | Ksar Chetaoua               |                                            |                                              | 0,05 ha             |                                                 |              |
| Centenarium (fortino)       | Tibubuci             | Qsar Tarcine                | Traiano?                                   | inizi V secolo?                              | 0,15 ha             |                                                 |              |
| Fortino                     | Tisavar              | Wadi Ghaylan                | Commodo                                    | inizi V secolo?                              | 0,12 ha             | vexill. legio III Augusta                       |              |
| Fortino                     | Bir Mahalla          | Wadi bel Recheb             | Diocleziano?                               |                                              |                     |                                                 |              |
| Fortino                     | Benia bel Recheb     | Gefara                      | IV secolo                                  |                                              | 40 × 40 m = 0,16 ha |                                                 |              |
| Clausura                    | Clausura Skiffa      | Wadi Skiffa                 | I secolo (?)                               | fine VI secolo (?)                           | 1,70 km             |                                                 |              |
| Fortino                     | Talalati             | Ras el Aïne                 | 263                                        | inizi V secolo?                              |                     |                                                 |              |
| Forte                       | Tillibari            | Remada                      | Adriano o Commodo?                         | inizi V secolo?                              | 1,1 ha              | Coh.II Flavia Afrorum                           |              |
| Fortino                     |                      | Si-Aoun                     | Settimio Severo                            | inizi V secolo?                              |                     |                                                 |              |
| Forte                       | Cidamus              | Gadames                     | Settimio Severo                            | fine III secolo?                             |                     | vexill. legio III Augusta                       |              |
| Fortino                     |                      | Dehibat                     | Settimio Severo?                           | inizi V secolo?                              |                     |                                                 |              |
| Fortino?                    |                      | Tentheos                    | Settimio Severo?                           | inizi V secolo?                              |                     |                                                 |              |
| Fortino?                    |                      | Auru                        | Settimio Severo?                           | inizi V secolo?                              |                     |                                                 |              |
| Fortino                     | Thenadassa           | Ain Wif                     | Settimio Severo                            | inizi V secolo?                              |                     | vexill. legio III Augusta Coh.II Hamiorum       |              |
| Forte?                      |                      | Tarhunah                    | Settimio Severo?                           | inizi V secolo?                              |                     | parla di tre fanti                              |              |
| Forte?                      | Mesphe               | 70 km Ovest di Leptis Magna | Settimio Severo?                           | inizi V secolo?                              |                     |                                                 |              |
| Centenarium (fortino)       |                      | Gasr Duib                   | Settimio Severo/ Filippo l'Arabo?          | inizi V secolo?                              | 0,22 ha             |                                                 |              |
| Centenarium (fortino)       |                      | Gasr Uames                  | Settimio Severo?                           | inizi V secolo?                              |                     |                                                 |              |
| Clausura                    | Hadd-Hajar           | Gebel Nefusa                | I secolo/II secolo (?)                     | Tarda antichità                              | ca. 6,80 km         |                                                 |              |
| Forte?                      |                      | Mizda                       | Settimio Severo?                           | inizi V secolo?                              |                     |                                                 |              |
| Fortino?                    |                      | Nasmah                      | Settimio Severo?                           | fine III secolo?                             |                     |                                                 |              |
| Fortino?                    |                      | Bi’r Duraydir               | Settimio Severo?                           | fine III secolo?                             |                     | si parla di un tribunus                         |              |
| Fortino                     |                      | Beni Ulid                   | Settimio Severo?                           | fine III secolo?                             |                     |                                                 |              |
| Fortino?                    |                      | Gasr Bularkan               | Settimio Severo?                           | fine III secolo?                             |                     |                                                 |              |
| Fortino                     |                      | Gasr Banat                  | Settimio Severo?                           | fine III secolo?                             |                     |                                                 |              |
| Centenarium (fortino)       |                      | Shemen                      | Settimio Severo?                           | fine III secolo?                             |                     |                                                 |              |
| Fortino                     |                      | Faschia                     | Settimio Severo?                           | fine III secolo?                             |                     |                                                 |              |
| Fortino                     |                      | Ghirza                      | Settimio Severo?                           | fine III secolo?                             |                     |                                                 |              |
| Fortino                     |                      | Gasr Zerzi                  | Settimio Severo                            | fine III secolo?                             |                     |                                                 |              |
| Forte                       |                      | Bu Njem                     | Settimio Severo (nel 201)                  | fine III secolo?                             | 1,25 ha             | vexill. legio III Augusta                       |              |
| Fortino                     |                      | Gheriat Schergia            | Settimio Severo                            | fine III secolo?                             |                     |                                                 |              |
| Forte                       |                      | Gheria el-Gharbia           | a) 201 d.C.; b) non prima del 360/380 d.C. | a) intorno al 275 d.C.; b) entro il 455 d.C. | 2,40 ha ha          |                                                 |              |